# Pedaliodes tyrrheus
Pedaliodes tyrrheus är en fjärilsart som beskrevs av Frederick DuCane Godman och Osbert Salvin 1878. Pedaliodes tyrrheus ingår i släktet Pedaliodes och familjen praktfjärilar. Inga underarter finns listade i Catalogue of Life.

## Bildgalleri

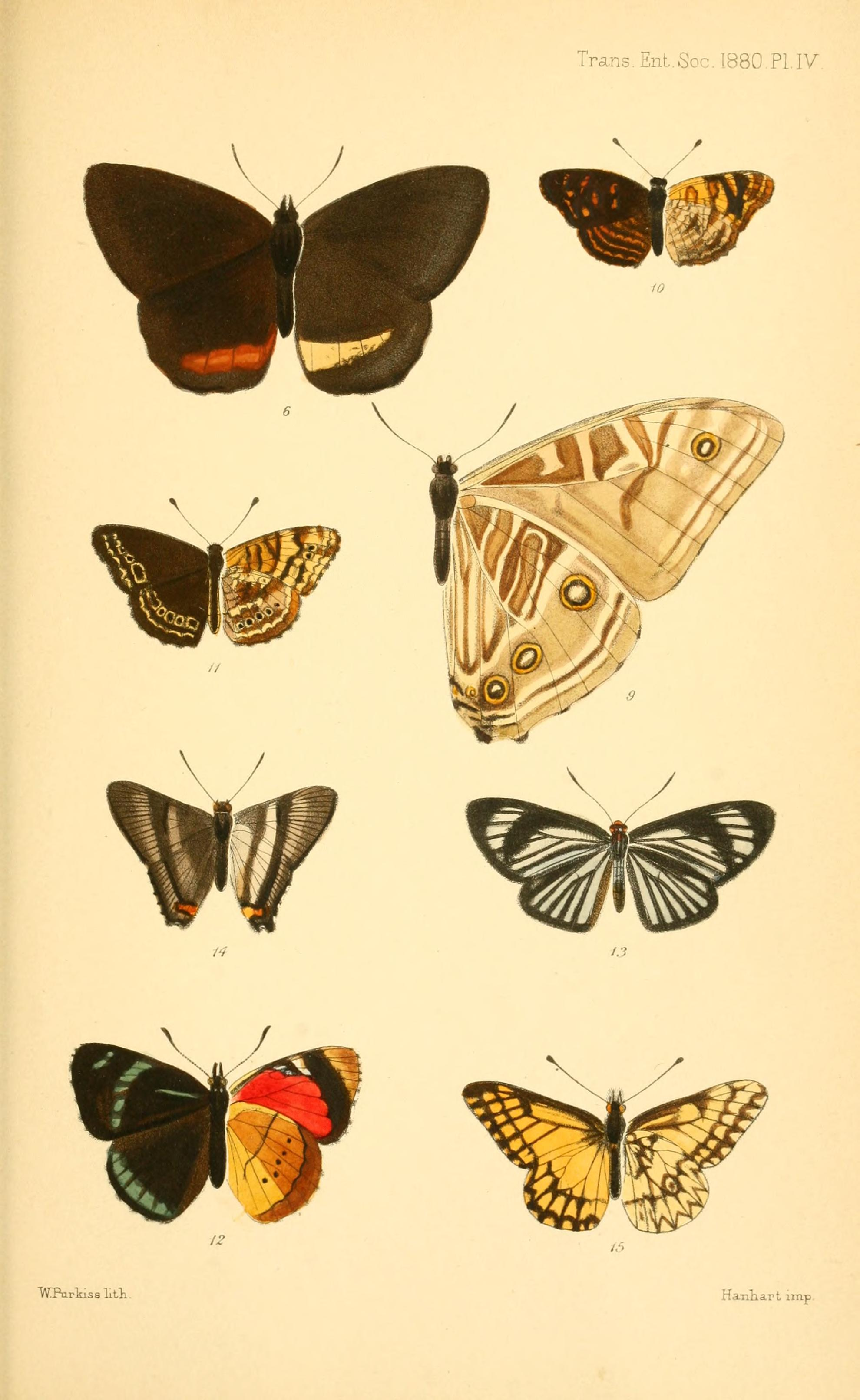